# Райзер, Чик
Джозеф Фрэнсис «Чик» Райзер (англ. Joseph Francis "Chick" Reiser; 17 декабря 1914 года, Нью-Йорк, штат Нью-Йорк — 29 июля 1996 года, Дестин, штат Флорида) — американский профессиональный баскетболист и тренер, который успел поиграть сразу в четырёх лигах (АБЛ, НБЛ, БАА и НБА). Чемпион АБЛ (1942), двукратный чемпион НБЛ (1944—1945), а также  чемпион БАА (1948).

## Карьера игрока
Играл на позиции атакующего защитника и лёгкого форварда. Учился в Нью-Йоркском университете и институте Пратта, в 1938 году заключил контракт с командой «Кингстон Колониалс», которая выступала в Американской баскетбольной лиге (АБЛ). Позже выступал за команды «Трой Селтикс» (АБЛ), «Бруклин Селтикс» (АБЛ), «Уилмингтон Блю Бомберс» (АБЛ), «Бруклин Индианс» (АБЛ), «Форт-Уэйн Золлнер Пистонс» (НБЛ), «Балтимор Буллетс» (БАА) и «Вашингтон Кэпитолс» (НБА). Всего в АБЛ провёл 5 сезонов, в НБЛ — 4 сезона, а в БАА/НБА — 3 сезона. В 1942 году Чик Райзер завоевал чемпионский титул в составе «Блю Бомберс», затем два года подряд становился чемпионом НБЛ в рядах «Пистонс» (1944—1945), а в 1948 году выиграл чемпионат БАА в составе «Буллетс». Всего за карьеру в НБЛ сыграл 130 игр, в которых набрал 941 очко (в среднем 7,2 за игру). Всего за карьеру в НБА сыграл 171 игру, в которых набрал 1773 очка (в среднем 10,4 за игру) и сделал 346 передач.

## Карьера тренера
После завершения спортивной карьеры игрока Чик Райзер полгода (конец сезона 1951/1952) работал на должности главного тренера команды «Балтимор Буллетс» (8 побед при 19 поражениях), на которой он сменил Фреда Сколари. А в самом начале следующего сезона, после трёх поражений подряд, он был уволен с занимаемой должности из-за неудовлетворительных результатов команды.

## Смерть
Чик Райзер умер 29 июля 1996 года в возрасте 81 года в городе Дестин (штат Флорида). Он владел магазином в Балтиморе.

## Статистика

### Статистика в НБА
| Сезон                                                                                    | Команда            | Регулярный сезон | Регулярный сезон | Регулярный сезон | Регулярный сезон | Регулярный сезон | Регулярный сезон | Регулярный сезон | Регулярный сезон | Регулярный сезон | Регулярный сезон | Регулярный сезон | Серия плей-офф | Серия плей-офф | Серия плей-офф | Серия плей-офф | Серия плей-офф | Серия плей-офф | Серия плей-офф | Серия плей-офф | Серия плей-офф | Серия плей-офф | Серия плей-офф |
| Сезон                                                                                    | Команда            | GP               | GS               | MPG              | FG%              | 3P%              | FT%              | RPG              | APG              | SPG              | BPG              | PPG              | GP             | GS             | MPG            | FG%            | 3P%            | FT%            | RPG            | APG            | SPG            | BPG            | PPG            |
| ---------------------------------------------------------------------------------------- | ------------------ | ---------------- | ---------------- | ---------------- | ---------------- | ---------------- | ---------------- | ---------------- | ---------------- | ---------------- | ---------------- | ---------------- | -------------- | -------------- | -------------- | -------------- | -------------- | -------------- | -------------- | -------------- | -------------- | -------------- | -------------- |
| 1947/48                                                                                  | Балтимор           | 47               |                  |                  | 32,2             |                  | 74,1             |                  | 0,9              |                  |                  | 11,5             | 11             |                |                | 25,9           |                | 73,8           |                | 0,6            |                |                | 9,4            |
| 1948/49                                                                                  | Балтимор           | 57               |                  |                  | 33,5             |                  | 73,2             |                  | 2,3              |                  |                  | 11,0             | 3              |                |                | 24,0           |                | 90,0           |                | 2,7            |                |                | 10,0           |
| 1949/50                                                                                  | Вашингтон Кэпитолс | 67               |                  |                  | 30,5             |                  | 83,5             |                  | 2,6              |                  |                  | 9,0              | 2              |                |                | 25,9           |                | 81,8           |                | 2,5            |                |                | 11,5           |
|                                                                                          | Всего              | 171              |                  |                  | 32,1             |                  | 77,2             |                  | 2,0              |                  |                  | 10,4             | 16             |                |                | 25,7           |                | 79,5           |                | 1,3            |                |                | 9,8            |
| Наведите курсор мыши на аббревиатуры в заголовке таблицы, чтобы прочесть их расшифровку. |                    |                  |                  |                  |                  |                  |                  |                  |                  |                  |                  |                  |                |                |                |                |                |                |                |                |                |                |                |